# Les Scorpions du désert
Pour les articles homonymes, voir Scorpion (homonymie).
Les Scorpions du désert (italien : Gli Scorpioni del deserto) est une série de bande dessinée de guerre créée par l'Italien Hugo Pratt et publiée à partir d'octobre 1969 dans le mensuel Sgt. Kirk. Traduite en français dans Tintin à partir de février 1973, elle a fait l'objet de quatre albums aux éditions Casterman.
La série se déroule au début des années 1940 en Afrique du Nord, pendant la campagne d'Afrique. Ses personnages principaux sont les membres d'une section d'élite britannique du Long Range Desert Group dirigée par le Polonais Koinsky. Elle est inspirée de faits réels.
La série a fait l'objet de deux reprises, l'une en 2005 par le Suisse Pierre Wazem et l'autre en 2007 par les Italiens Matteo Casali et Giuseppe Camuncoli.

## Publications françaises

### Périodiques
- Les Scorpions du désert, dans Tintin (édition belge)[2] :

1. « Les Scorpions du désert », no 6/73, 11 p., 1973.
2. « La Piste de Siwa », no 9/73, 9 p., 1973.
3. « Direction : Le Caire », no 21/73, 8 p., 1973.
4. no 11/74 à 13/74, 1974.
5. Les Sables mouvants, no 38/75 à 48/75, 1975.

- Avocats en Dancalie, dans Tintin (édition française) no 332-338, 1982[3].
- Conversation mondaine à Moululhe, dans (À suivre) no 65 à 67, 1983[4].
- Brise de mer, dans (À suivre) no 184 à 194, 1993-1994[4].

### Albums

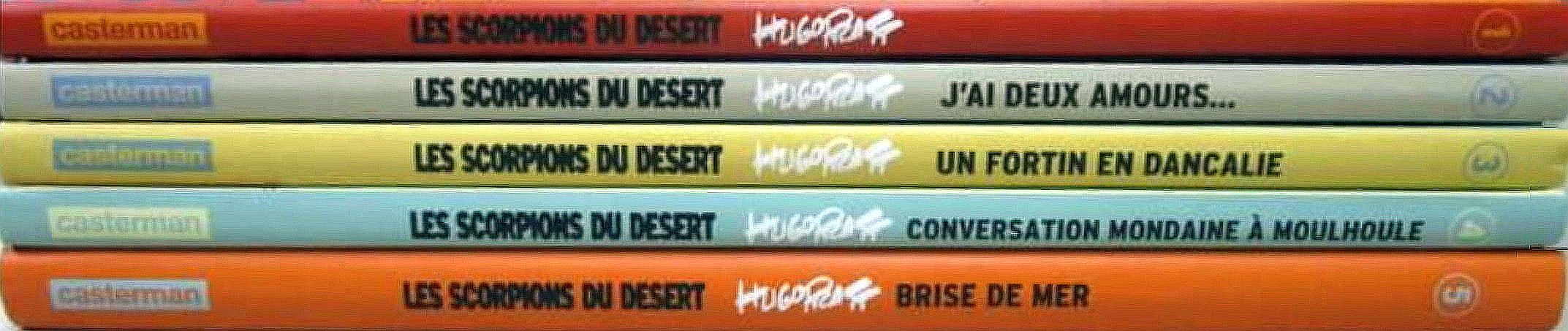
Les Scorpions du Désert de 1 à 5.

- Hugo Pratt, Les Scorpions du désert (version brochée), Casterman :

1. Les Scorpions du désert, noir et blanc, 1977  (ISBN 2-203-33203-4). Introduction de Didier Platteau. Contient « RAS à Djaraboud », « La Piste de Siouah », « Direction Le Caire », « J’ai deux amours, mon pays et Paris » et « L'Ange de la mort ».
2. Un fortin en Dancalie, couleurs, 1982  (ISBN 2-203-33508-4). Contient « Un fortin en Dancalie » et « Vanghe Dancale ».
3. Conversation mondaine à Moululhe, 1984  (ISBN 2-203-33517-3). Couleurs. (ISBN 2-203-34416-4). Contient « Conversation mondaine à Moulhoulé » et « Dry Martini Parlor ».

- Hugo Pratt, Les Scorpions du désert (version reliée en couleur), Casterman :

1. Les Scorpions du désert tome 1, 1989  (ISBN 2-203-34402-4). Reprise du tome publiée en 1977.
2. Les Scorpions du désert tome 2, 1991  (ISBN 2-203-34409-1). Recueil des tomes publiés en 1982 et 1984.
3. Brise de mer, 1994,  (ISBN 2-203-34416-4).

- Pierre Wazem, Le Chemin de fièvre, Casterman, 2005. Publié simultanément en broché noir et blanc  (ISBN 2-203-34432-6) et relié couleurs  (ISBN 2-203-34431-8). Prix de la Ville de Genève, le 8 décembre 2005 et prix du meilleur livre européen de l’année au Festival de la bande dessinée de Rome, le 11 décembre 2005.
- Matteo Casali (dessin) et Giuseppe Camuncoli (scénario), Quatre cailloux dans le feu, 2007  (ISBN 978-2-203-00191-6).
- Hugo Pratt, Les Scorpions du désert : L'Intégrale, Casterman, 2009  (ISBN 978-2-203-00331-6). Intégrale en noir et blanc des histoires de Pratt.
- Hugo Pratt, Les Scorpions du désert, Casterman, coll. « Univers d'auteurs », 5 vol., 2014-2015. Édition en couleur avec un nouveau lettrage et une nouvelle maquette[5].